# Problepsis transposita
Problepsis transposita är en fjärilsart som beskrevs av W. Warren 1903. Problepsis transposita ingår i släktet Problepsis och familjen mätare. Inga underarter finns listade i Catalogue of Life.